# Džvarismus
Džvarismus je synkretistické náboženství severního Kavkazu mísící prvky domorodého náboženství, křesťanství, islámu, judaismu, zarathuštrismu a šamanismu. Náboženství je rozšířeno na Velkém Kavkaze, tedy v oblastech Tušetie, Pšavi a Chevsuretie v severovýchodní Gruzii na hranicích s ruským Čečenskem a Dagestánem, historicky také mezi Čečenci a Inguši. Slovo džvarismus je termínem kavkazologa Václava A. Černého, kromě něj se také používá výrazu gruzínské pohanství, což je však termín příliš široký. Je odvozeno od gruzínského džvari „kříž“, které též označuje svatyně tohoto náboženství a Boží syny jež jsou v nich uctíváni.

## Víra
Džvaristé věří v nejvyššího Boha – Ustanovitele řádu, jež je však nepříliš aktivním božstvem typu deus otiosus, proto uctívají především jeho syny a dcery či anděly – džvary. Mezi džvary patří například Ježíš, Bohorodička, archandělé Michael a Gabriel, Nejsvětější trojice chápaná jako jedna osoba, světci jako svatý Jiří, ale také předkřesťanští hrdinové Kopala a Iachsar a historické osobnosti jako královna Tamara a její syn Jiří IV. (Laša Giorgi). Nekladou příliš velký důraz na počátek světa, ale  znají motiv prvotního boje mezi s démonickými dévy, a namísto pekla věří v posmrtný pobyt v šedi – zvláštní trest čeká jen ty co se dopustili incestu nebo krádeže půdy.
Z křesťanských světců je pod jménem Giorgi především svatý Jiří, který představuje archetypálního Cizince, který přichází z kraje „za horami“ či z podzemí a má do jisté míry démonický charakter. Chevrusové si jej například představují jako Čečence Giorgiho Khista. Zároveň je však patronem mužů, kteří odchází z obce na loupeživé výpravy. S Jiřím jsou ztožňováni například džvarové obcí Gudani a Chachmati, o kterých se však vypráví odlišné příběhy.
Zvláštním džvarem – ženou je Samdzimar, která patří mezi démonické khadžy obývající podsvětí, která se zjevuje v podobě mladé chevsurské ženy a navazuje milostné vztahy s muži, včetně ženatých a kněží. Zároveň je patronkou lesní zvěře  a lovců. V gruzínské vesnici Chachmati se nachází její svatyně, stejně jako svatyně místního džvara, který ji podle pověsti unesl.

## Historie
Za první zmínky, které mohou odkazovat na džvarismus, patří zprávy o neochotě horalů z Pšavska a Chevsurska přijmout křesťanství poté, co se za ibérského krále Miriana III. (284-361) stalo státním náboženstvím Gruzie. Do horských oblastí tak nové náboženství pronikalo pomalu, do Thušska například až v 9. století. Vpád Mongolů v 13. století však křesťanství oslabil a vedl k posílení prvků původních náboženství a například z Krista se stal boží syn jménem Kviria. Když se křesťanství do horských oblastí počalo vracet proměněné křesťanské postavy se v džvaristickém panteonu zachovaly vedle nově přijímaných, které měly více pravověrnou podobu. V současné době džvarismus čelí tlaku sílícího gruzínského pravoslaví.
Co se týče národů ruské strany hranice tak Dagestánci přijali již v 9. století století islám, zatímco Čečenci a Ingušové přijali křesťanství, ale stále se mezi nimi zachovával džvarismus. Až v polovině 18. století začal být Čečenci přijímán islám a to jako ideologie protiruského odboje, Inguši jej přijali až o sto let později. Ač mezi nimi džvarismus během sovětského období ztrácel na významu tak až do období První čečenské války (1994-1996) představoval islám spíše vnější nátěr. 